# チオスリックス属
チオスリックス属（チオトリクス属、チオスリクス属）はチオスリックス科の基準属で、グラム陰性の非芽胞形成偏性好気性のフィラメント状桿菌。硫化水素を酸化する硫黄酸化菌の一種で、GC含量は52。運動性はない。基準種はチオスリクス・ニベア。
チオプロカ属やベギアトア属に近縁で、硫化水素が含まれる汚水や汚泥でみられ、菌体同士が末端でつながり放射状の集合体を形成する。